# Рассветинское сельское поселение
Рассве́тенское се́льское поселе́ние — муниципальное образование в составе Ленинского района Волгоградской области.
Административный центр — посёлок Рассвет.

## История
Рассветенское сельское поселение образовано 14 февраля 2005 года в соответствии с Законом Волгоградской области № 1004-ОД.

## Население
| 2010 | 2012 | 2013 | 2014 | 2015 | 2016 | 2017 |
| ---- | ---- | ---- | ---- | ---- | ---- | ---- |
| 684  | ↗693 | ↗694 | ↗695 | ↗699 | ↗701 | ↘685 |
| 2018 | 2019 | 2020 | 2021 |      |      |      |
| ↘683 | ↘657 | ↗676 | ↘668 |      |      |      |

## Состав сельского поселения
| № | Населённый пункт | Тип населённого пункта          | Население |
| - | ---------------- | ------------------------------- | --------- |
| 1 | Рассвет          | посёлок, административный центр | ↘668      |